# Unia Narodów Południowoamerykańskich
Unia Narodów Południowoamerykańskich (hiszp. Unasur – Unión de Naciones Suramericanas; port. UNASUL – União de Nações Sul-Americanas) – wspólnota polityczna i ekonomiczna dwunastu krajów południowoamerykańskich, ustanowiona 8 grudnia 2004 w Cuzco podczas III Szczytu Południowoamerykańskiego. Na I Południowoamerykańskim Szczycie Energetycznym między 16 a 17 kwietnia 2007 na wyspie Margarita (Wenezuela) przywódcy południowoamerykańscy zdecydowali, że Południowoamerykańska Wspólnota Narodów zmieni nazwę na Unię Narodów Południowoamerykańskich, a jej stały sekretariat będzie miał siedzibę w mieście Quito (Ekwador). Néstor Kirchner (były prezydent Argentyny) został mianowany pierwszym Sekretarzem Generalnym.

## Cele
W Deklaracji ustanawia się następujące cele:
1. Koordynacja polityki i dyplomacji w regionie.
2. Konwergencja Mercosur, Wspólnoty Andyjskiej i Chile w strefę wolnego handlu. Gujana i Surinam będą mogły dołączyć do tego procesu bez zerwania współpracy w ramach Caricomu.
3. Integracja fizyczna, energetyczna i komunikacyjna w Ameryce Południowej. Zapoczątkowana przez Inicjatywę Południowoamerykańskiej Integracji Regionalnej (IIRSA).
4. Harmonizacja polityk rozwoju wiejskiego i rolno-żywieniowej.
5. Wymiana technologii i współpraca we wszystkich sferach nauki, edukacji i kultury.
6. Wzrost współpracy między przedsiębiorstwami i społeczeństwami integrujących się krajów.
7. Do 2019 r. nastąpić ma pełna integracja państw członkowskich.

Ustanowi się sukcesywnie środki, cele i sfery wspólnego działania na istniejącej już instytucjonalnej podstawie.

## Struktura
Obecnie struktura UNASUR jest prowizoryczna (oparta na CSN):
- Spotkania Szefów Państw (Szczyty CSN), coroczne, są najwyższą instancją polityczną. Pierwsze Spotkanie odbyło się 29 i 30 września 2005 w Brasílii. Drugie Spotkanie z 8 i 9 grudnia 2006 w Cochabamba (Boliwia). Trzeci szczyt odbędzie się w Cartagenie (Kolumbia) w 2007.
- Spotkania Ministrów Spraw Zagranicznych, odbywają się co pół roku, uzgadniają propozycje konkretnych działań i ustanawiają decyzje wykonawcze. Liczy się tutaj na współpracę Przewodniczącego Komitetu Stałych Przedstawicieli Mercosur, Dyrektora Sekretariatu Mercosur, Sekretarza Generalnego Wspólnoty Andyjskiej, Sekretarza Generalnego ALADI i Stałego Sekretariatu Organizacji Współpracy Amazońskiej oraz innych instytucji współpracy i integracji regionalnej.
- Spotkania Ministerialne innych sektorów zwoływane przez Szefów Państw. Są przeprowadzane wewnątrz mechanizmów Mercosur i Wspólnoty Andyjskiej.
- Troika CSN składa się z kraju-gospodarza szczytu i krajów-gospodarzy z roku uprzedniego i następnego. Będzie wspierać swą pracą Sekretariat Pro Témpore.
- Sekretariat Pro Témpore będzie zmieniany rotacyjnie w cyklu rocznym przez kraje członkowskie dawnej CSN pomiędzy szczytami CSN. Kraje, które go prowadziły to: Peru (2004), Brazylia (2005) i Boliwia (2006). Według tego co uzgodniono w Decisiones del Diálogo Político (Decyzje Dialogu Politycznego) podpisanych podczas I Szczytu Energetycznego Ameryki Południowej, zostanie utworzony Stały Sekretariat z siedzibą w Quito (Ekwador).
- 9 grudnia 2005 utworzono Strategiczną Komisję Refleksji nad Procesem Integracji Południowoamerykańskiej. Złożona z 12 członków, jej celem jest wypracowanie propozycji, które pobudzą proces integracji południowoamerykańskiej. Powinny wręczyć swoje rekomendacje na II Szczycie CSN (2006).
- Komisja Wysokich Urzędników (utworzona na II Szczycie CSN), przeobrażona w Radę Delegatów lub Komisję Polityczną według Decisiones del Diálogo Político.
- Oczekuje się, że III Szczyt w Kolumbii w 2007 poda projekt Układu Konstytucyjnego UNASUR (Acuerdo Constitutivo de UNASUR).

## Członkowie
W skład UNASUR wchodzą:

Państwa Członkowskie UNASUR

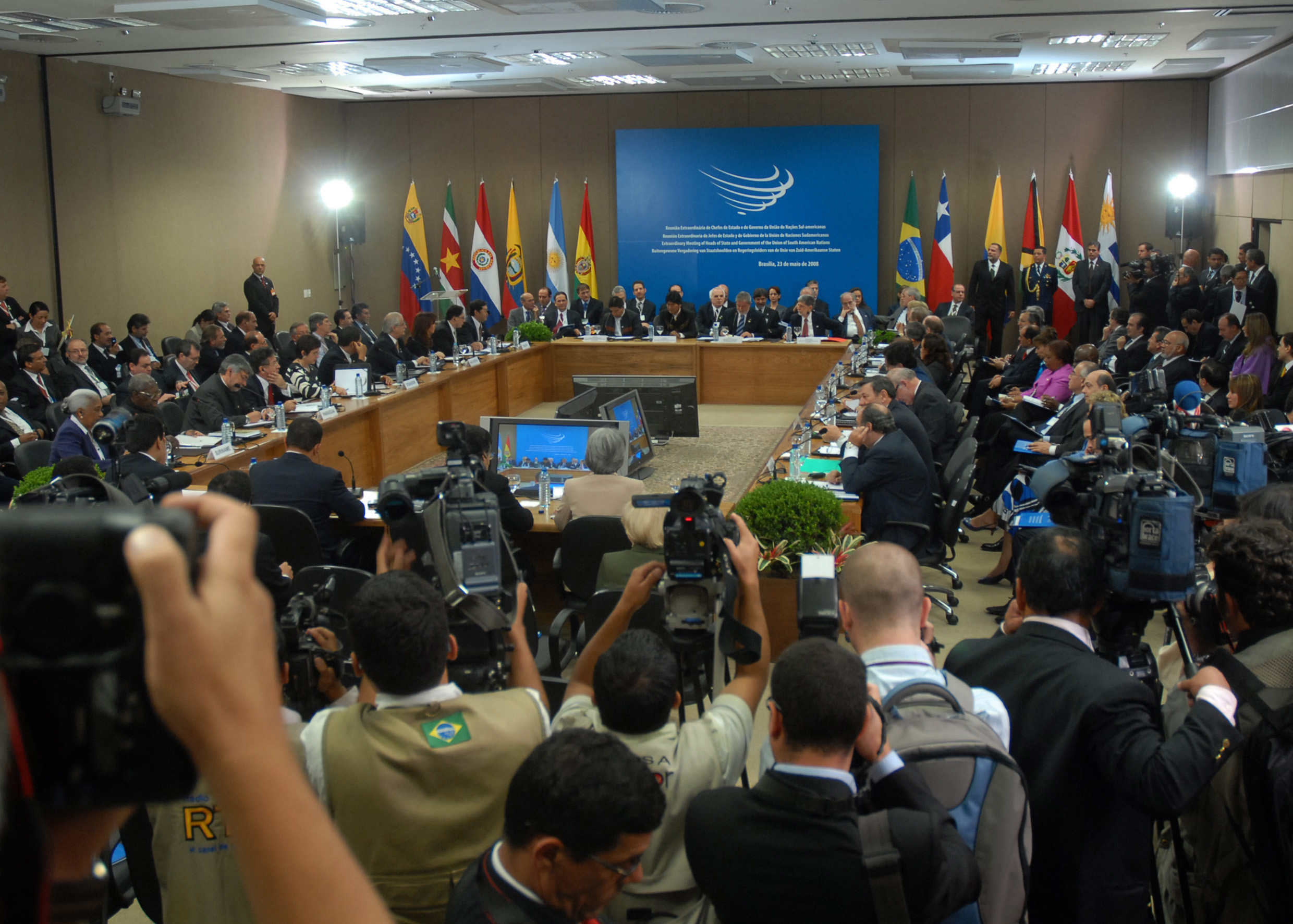
UNASUR 2008

Państwa członkowskie Wspólnoty Andyjskiej (CAN):
- Boliwia
- Kolumbia
- Ekwador
- Peru

Państwa członkowskie Mercosur:
- Argentyna
- Brazylia
- Paragwaj
- Urugwaj
- Wenezuela

Pozostałe kraje:
- Chile
- Gujana
- Surinam

Obserwatorzy:
- Meksyk
- Panama
- Trynidad i Tobago

Następujące obszary Ameryki Południowej są dependencjami państw europejskich i nie uczestniczą w procesie integracji południowoamerykańskiej:
- Gujana Francuska jest departamentem zamorskim Francji, w związku z czym jest częścią Unii Europejskiej.
- Falklandy, Georgia Południowa i Sandwich Południowy to zamorskie terytoria Wielkiej Brytanii, sporne z Argentyną.

## Skutki integracji
- UNASUR rozpoczęła swoje plany integracyjne wraz z budową Autostrady Interoceanicznej, która połączy Peru z Brazylią poprzez Boliwię, dając Boliwii dostęp do morza, Brazylii dostęp do Pacyfiku, a Peru dostęp do Atlantyku. Budowa została rozpoczęta we wrześniu 2005; była finansowana w 60% przez Brazylię i w 40% przez Peru. Budowa została ukończona w grudniu 2010.

- Południowoamerykański Pierścień Energetyczny(inne języki) powstał, aby zaopatrzyć w peruwiański gaz (Gas de Camisea) Argentynę, Brazylię, Chile, Paragwaj i Urugwaj.

- Gazociąg Transkaraibski, projekt energetyczny integrujący Kolumbię i Wenezuelę, jest budowany od połowy 2006 przez wenezuelską PDVSA i kolumbijski Ecopetrol. Koszt budowy wynosi 300 milionów dolarów amerykańskich.

- Polidukt Binarodowy w bliskiej przyszłości pozwoli Wenezueli eksportować ropę naftową do krajów azjatyckich poprzez pacyficzne wybrzeże Kolumbii.

- Cała Ameryka Południowa (z wyjątkiem Gujany Francuskiej) może być odwiedzana przez każdego jej mieszkańca do 90 dni za pomocą jedynie dowodu tożsamości[3].